# NGC 3697
NGC 3697是一个位于狮子座的螺旋星系，1827年2月24日由約翰·赫歇爾发现，属于HCG 53星系群。